# Joan Sans i Martí
Joan Sans i Martí (Sant Feliu de Llobregat, 1888 - 1946) va ser un polític català, alcalde de Sant Feliu de Llobregat entre 1939 i 1940 i entre 1941 i 1945.
Era fill de Joan Sans i Alegre i de Maria Martí i Majó. El seu pare era sastre i ell escollí la professió de fuster.
Des de jove militava en el carlisme i al maig de 1911 havia estat un dels signants d'un manifest carlí en català, publicat en el diari El Correo Catalán, invitant els seus simpatitzants a un aplec tradicionalista a Sant Feliu, on es va produir un enfrontament amb els lerrouxistes en el qual moriren cinc persones.
En les eleccions municipals de 1913 fou escollit regidor a Sant Feliu per la candidatura monàrquica. Al maig de l'any següent formà part, amb Joan de Batlle i Emili Roca, de la Comissió organitzadora dels primers Jocs Florals de Sant Feliu de Llobregat, on els carlins van tindre un destacat protagonisme.
El 1916 i 1918 va revalidar el seu càrrec com a regidor. Al començament de la dècada de 1920 encara ho era, i juntament amb Joan de Batlle, formà part del govern local en una coalició dels tradicionalistes amb la Lliga Regionalista, que donà l'alcaldia al regionalista Jaume Sans i Font. A l'abril de l'any 1923 fou destituït pel govern amb l'alcalde i dos altres regidors de la Lliga per tal d'afavorir l'encasillat dels candidats adictes al govern a les eleccions generals d'aquell any, però a finals de juliol va ser reposat en el càrrec, que va mantindre fins que l'ajuntament fou dissolt a l'octubre pel Directori militar de Primo de Rivera.
Durant la Segona República formà part de la Junta tradicionalista del districte de Sant Feliu presidida pel seu cunyat i correligionari Joan de Batlle, i el 1935 formava part de la comissió de premsa i propaganda del Casal Tradicionalista santfeliuenc. Després de la Guerra Civil, s'afilià a FET y de las JONS i l'1 de febrer de 1939 fou nomenat primer tinent d'alcalde. Com a tal, va participar en la col·locació de la primera pedra de la nova església parroquial, reconstrucció de l'anterior que havien cremat els revolucionaris. Després va ser nomenat alcalde i cap local de Falange; aviat, però, fou destituït de tots dos càrrecs. Tanmateix, el 1941, va ser nomenat primer tinent d'alcalde i, aquell mateix any, degut a la malaltia d'Antoni Batllori, tornà a ser alcalde, càrrec que ocupà fins a 1945, juntament amb el de diputat provincial.
Segons Batlle Cruz, en la seva etapa d'alcalde de Sant Feliu Joan Sans va ajudar a alguns republicans locals, trobant-los-hi feina o avalant-los. Per la seva tasca se li concedí la Creu de Cavaller de l'Orde del Mèrit Civil (a proposta de l'Ajuntament) per decret del General Franco del 26 d'octubre de 1945. Va morir a Sant Feliu el 17 de gener de 1946.